# Boeing 787 Dreamliner
Boeing 787 Dreamliner — семейство дальнемагистральных широкофюзеляжных двухдвигательных турбореактивных пассажирских самолётов, разработанных американской компанией Boeing, на смену Boeing 767. Boeing 787 стал первым пассажирским самолётом компании, в конструкции которого широко использованы композитные материалы.
До 28 января 2005 года 787-й разрабатывался под обозначением 7E7.
Первый экземпляр был продемонстрирован на заводе в городе Эверетте, штат Вашингтон 8 июля 2007 года.
После ряда отсрочек Boeing 787 впервые поднялся в воздух 15 декабря 2009 года.
26 октября 2011 года лайнер совершил свой первый коммерческий рейс.
Максимальное количество пассажиров, в двухклассной конфигурации, от 250 до 330, в зависимости от варианта. По вместимости 787-8 и 787-9 сравнимы с Boeing 767, а старшая модификация 787-10 имеет вместимость аналогичную Boeing 777-200.
В апреле 2021 года число произведенных самолётов семейства Boeing 787 Dreamliner превысило 1000 единиц.

## История

### Sonic Cruiser
К концу 1990-х стало очевидно, что Boeing 767 значительно устарел и не может конкурировать с новыми разработками соперника Airbus, такими, как Airbus A330. В 2001 году Boeing объявил о начале разработки нового проекта, Boeing Sonic Cruiser. Boeing заявлял, что новый самолёт сможет летать на скорости, близкой к звуковой, при этом в среднем расходуя не больше топлива (за счёт уменьшенного времени полёта), чем 767-й или А330. Однако из-за террористических атак 11 сентября и повышающихся цен на нефть стало ясно, что авиакомпании больше заинтересованы в экономичности полётов, чем в скорости, и проект Sonic Cruiser, к тому же дорогостоящий и технологически сложный, был приостановлен.

### Boeing 787
26 апреля 2004 года Boeing представил миру свой новый проект под кодовым именем 7E7. Этот новый проект послужил в качестве замены Sonic Cruiser, унаследовав многие идеи и технологии своего предшественника. 28 января 2005 года Boeing объявил, что 7Е7 будет выпускаться под названием Boeing 787. 25 апреля 2005 года, то есть год спустя от начала проекта, внешний вид 787-го был утверждён.
Первый испытательный полёт авиалайнера планировалось провести ещё летом (сентябрь) 2007 года, однако тогда концерн подвели партнёры, не обеспечив поставку ряда ключевых деталей в необходимые сроки. После ряда отсрочек Boeing 787 впервые поднялся в воздух 15 декабря 2009 года.
Dreamliner демонстрировался на ряде авиасалонов, в частности на крупнейшем авиасалоне в британском Фарнборо, открывшемся 19 июля 2010 года. Самолёт также присутствовал на Международном Московском Авиасалоне МАКС-2011.

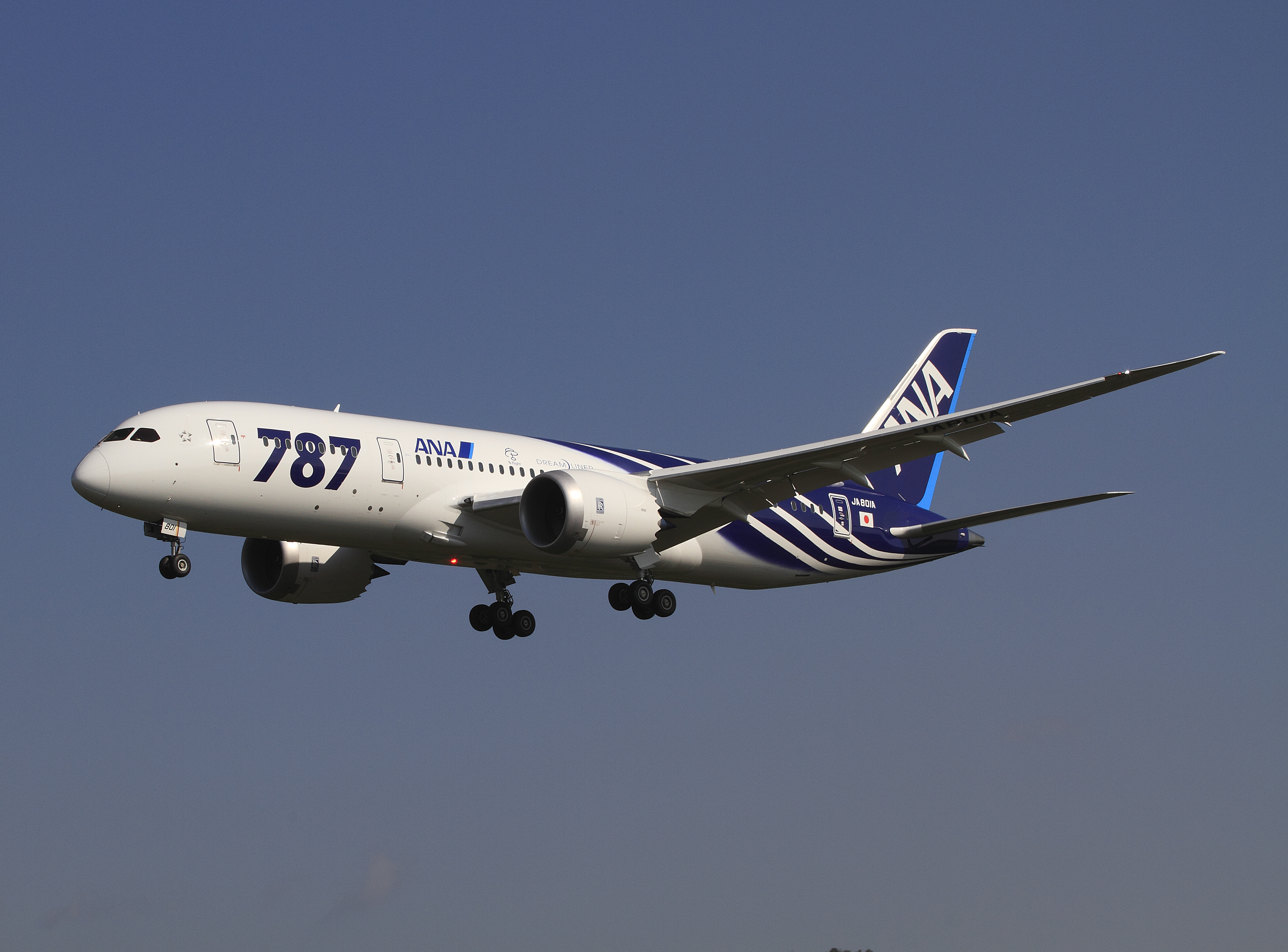
Boeing 787-8 авиакомпании All Nippon Airways

18 января 2011 Boeing объявил о поставке первого Dreamliner в третьем квартале и первый самолёт был передан заказчику 25 сентября.
2 июля 2011 года Boeing 787 успешно совершил свой первый пробный полёт, вылетев из Сиэтла и приземлившись в токийском аэропорту Ханэда. Новейший Boeing летал в Японию на испытания: компания проверяла, насколько лайнер готов к коммерческим полётам. Тесты проводились совместно с японской авиакомпанией All Nippon Airways (ANA). Лайнер поднимался в японское небо 4 июля и в течение недели проходил испытания на маршрутах между городами Токио, Хиросима, Осака и Окаяма.
26 августа 2011 года Федеральное управление гражданской авиации США выдало компании Boeing сертификат на эксплуатацию лайнера.
25 сентября 2011 года первый серийный пассажирский самолёт Boeing-787 Dreamliner передан заказчику — японской авиакомпании «All Nippon Airways».
Свой первый коммерческий рейс лайнер совершил 26 октября 2011 года.
16 июня 2014 года Boeing получил от Федерального управления гражданской авиации США и Европейского агентства авиационной безопасности сертификат на удлинённый вариант 787-9.
По состоянию на апрель 2019 года заказано 1441 экземпляров Boeing 787, поставлено 829.

### Приостановка полётов
16 января 2013 года Федеральное управление гражданской авиации США (FAA), а также Европейское агентство авиационной безопасности (EASA) временно приостановили, после нескольких происшествий, полёты Boeing 787 Dreamliner и потребовали от американских эксплуатантов доказать надёжность установленных на самолёте передовых Li-ion аккумуляторов, изготовленных с использованием Lithium cobalt oxide (LiCoO2).
Японские авиакомпании JAL и ANA также приостановили полёты Boeing 787 Dreamliner. FAA совместно с инженерами Boeing должны выяснить причины неполадок с аккумуляторами и проверить некоторые аспекты сертификации самолёта.. В конце апреля 2013 полёты Boeing 787 были возобновлены.

## Конструкция

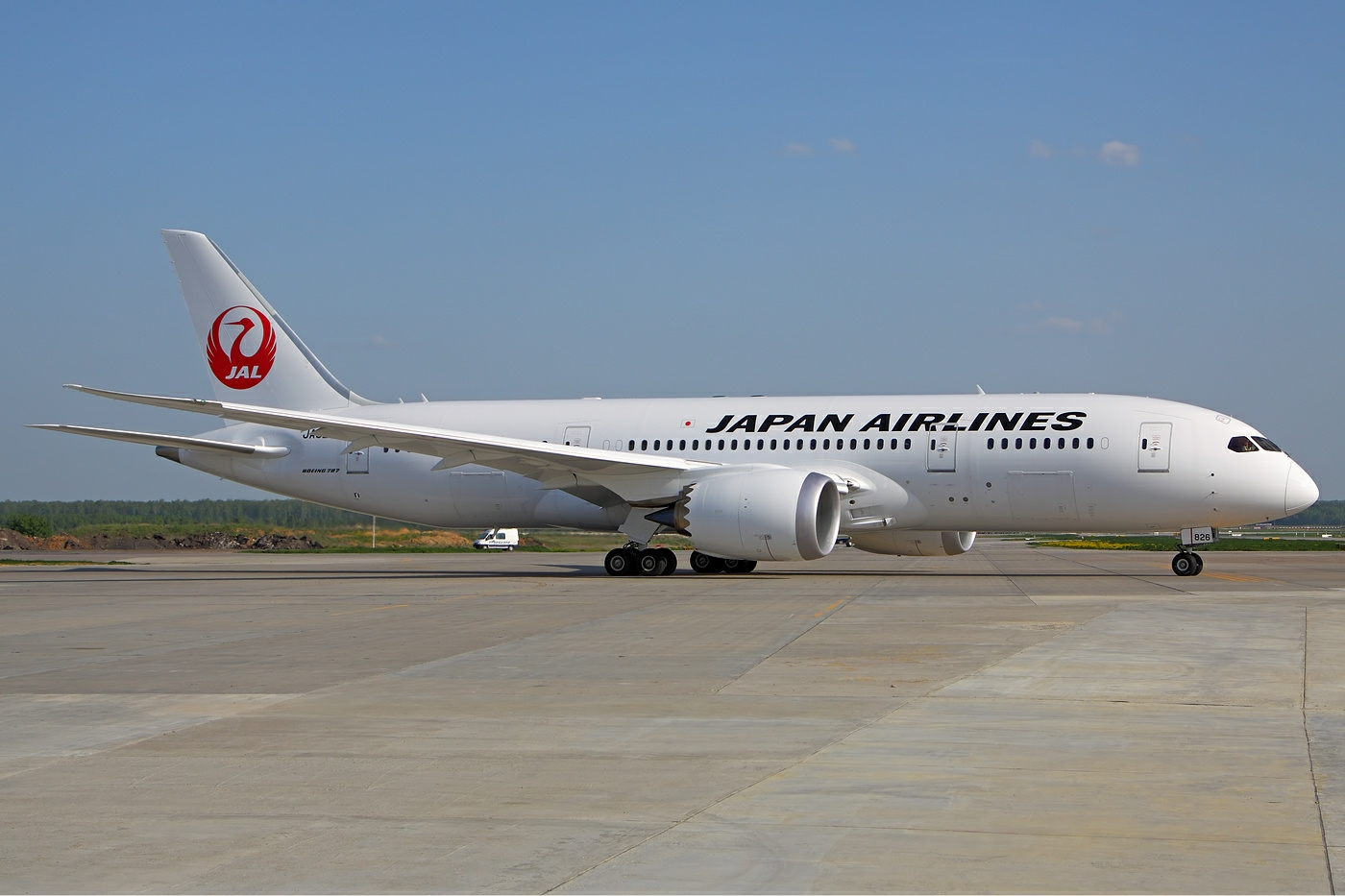
Boeing 787-8 авиакомпании Japan Airlines

Низкоплан нормальной аэродинамической схемы, со стреловидным крылом и однокилевым оперением.
Два турбовентиляторных двигателя.
50 % элементов фюзеляжа изготовлены из композитных материалов на основе углерода (в модели 777 это лишь 9 %). В результате 787-й стал легче и прочнее, чем обычный лайнер с алюминиевым фюзеляжем.
Малошумный и сверхэкономичный двигатель GEnx компании General Electric — один из двух, которые устанавливаются на 787-й (второй — Trent 1000 компании Rolls-Royce).
В двигателе GEnx и корпус, и лопатки вентилятора изготовлены из композитных материалов, металлическая только ведущая кромка. В результате двигатель выходит на режим рабочей тяги при более низких температурах, что, соответственно, даёт меньшие объёмы углеводородных выбросов. Оба двигателя для 787 имеют одинаковый интерфейс подключения к системам самолёта, что позволяет менять тип двигателей в процессе эксплуатации самолёта
Стреловидные плоскости крыла 787-й модели с переменным изгибом законцовок на 2 % увеличивают подъёмную силу, по сравнению с 767-й моделью. Эти крылья длиннее, чем у других самолётов подобного класса, что придаёт им дополнительную эластичность. В обычном полёте законцовки крыльев отклоняются на 3 метра относительно свободного положения на земле, во время статических испытаний при 150 % от максимально расчётной нагрузки законцовки отклонились на 7,6 м. Механизмы закрылков, антиобледенительное электрооборудование и прочие системы смонтированы единым блоком, что облегчает их обслуживание и снижает вероятность отказов.
Багажное отделение, благодаря плоскому днищу фюзеляжа, позволяет разместить на 45 % больше багажа, чем умещалось в модели Boeing 767.

### Кабина пилотов

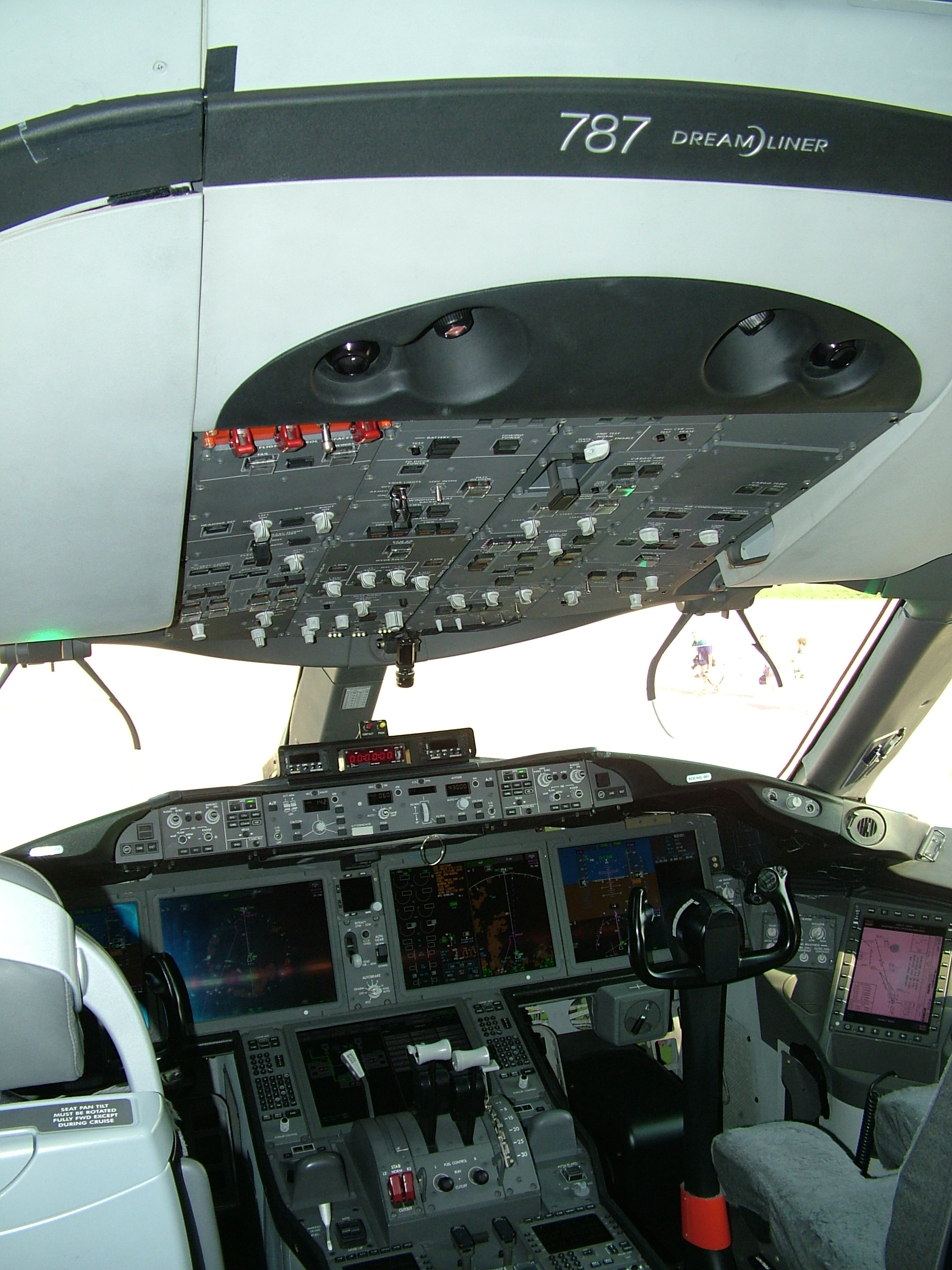
Кабина пилотов Boeing 787 Dreamliner. Выставка МАКС 2011.

В кабине Boeing 787 перед пилотами смонтированы проекционные индикаторы (ИЛС). В систему управления входит так называемый «электронный план полёта» — два экрана (по одному для каждого пилота), на которые выводятся схемы руления, захода на посадку и карты местности.
Датчики в носу самолёта измеряют турбулентность и подают команду на установку углов отклонения элеронов. По заявлению Boeing эта система позволяет снизить дискомфорт пассажиров в результате турбулентности.
Диагностика
Пользуясь широкополосным каналом радиосвязи в режиме реального времени, автоматическая система диагностики отсылает данные наземной ремонтной службе. Эта система способна самостоятельно предсказывать возникновение в самолётных механизмах определённых проблем, что обещает снизить вероятность задержек и уменьшить время, затрачиваемое на диагностику и ремонт.

### Пассажирский салон

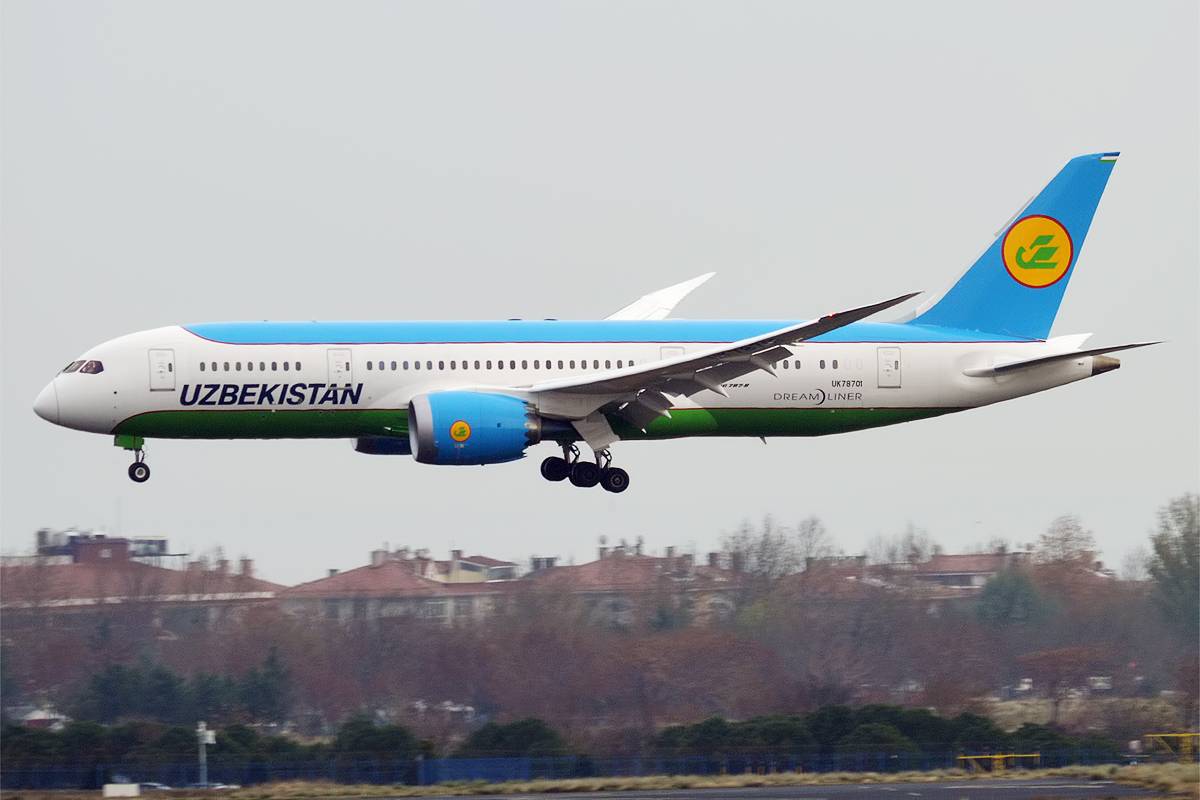
Boeing 787-8 авиакомпании «Узбекские авиалинии»

Салон Boeing 787 на 40 см шире, чем у предшественника Boeing 767, что позволило поставить больше сидений. Увеличился размер туалетов. Теперь, развернув перегородку между ними, можно организовать доступ для людей в инвалидных колясках. Верхние багажные полки стали существенно более вместительными, и на каждую из них можно расположить по четыре чемодана с колёсиками, что значительно больше, чем у предшественников.
Высота окон составляет 46 см — это рекорд среди всех коммерческих лайнеров. Иллюминаторы снабжены регулируемым электрохромным затемнением.
С помощью бортовой беспроводной связи к мониторам на спинках сидений подаются развлекательные программы, а спутниковая система позволяет пассажирам использовать широкополосный интернет (250 кбит/с).
Система поддержания давления
Более упругий композитный корпус 787-й модели позволяет поддерживать в салоне давление на уровне, соответствующем высоте 1800 м, тогда как в салоне обычного алюминиевого пассажирского самолёта давление соответствует высоте 2400 м.
Климат-контроль
Система наддува салона организована по-новому. В отличие от других пассажирских самолётов, где воздух для подачи в салон отбирается от двигателей с температурой более 600 градусов, проходит через охладители и поступает в салон, в Dreamliner воздух подаётся в салон электрическими компрессорами непосредственно из внешней среды. При этом снимается проблема недостаточной влажности воздуха. Более влажный воздух в салоне Dreamliner обеспечивает больший комфорт для пассажиров.

## Меры по снижению шумности

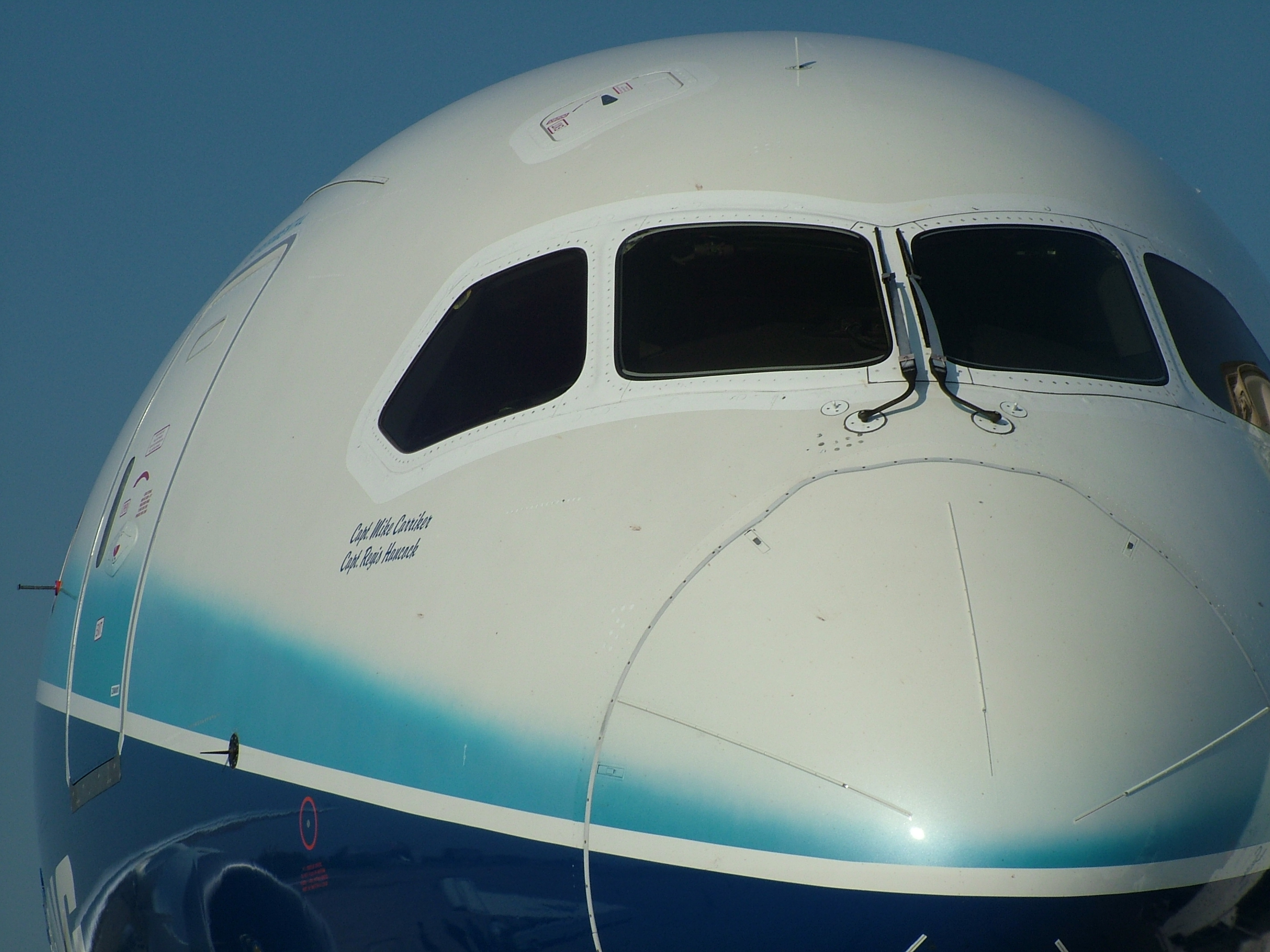
Носовая часть фюзеляжа Boeing 787 Dreamliner. Выставка МАКС 2011.

### Двигатели
Boeing совместно с NASA разработали новую форму срезов гондол двигателей. Задняя кромка мотогондол имеет зубчатую форму. Зубцы были названы «шевронами». По заявлению Boeing, такое решение позволяет снизить шумность двигателя за счёт более плавного смешения реактивной струи с окружающим воздухом и сэкономить несколько сотен килограммов звукоизолирующих материалов. Разработчики также экспериментировали с шевронами изменяемой геометрии, используя сплавы, изменяющие свою форму в зависимости от температуры. Такие шевроны должны загибаться в реактивную струю на взлёте и возвращаться в исходное положение в крейсерском полёте. По заявлению разработчиков, принятые меры позволили снизить внешний и внутренний шум на 15 дБ.

### Другие элементы конструкции
NASA совместно с фирмой Goodrich разработали щитки, устанавливаемые между колёсами и снижающие шум во время выпуска шасси. NASA отвечало за компьютерное моделирование, изготовление оборудования и продувки в аэродинамической трубе.

## Модельный ряд

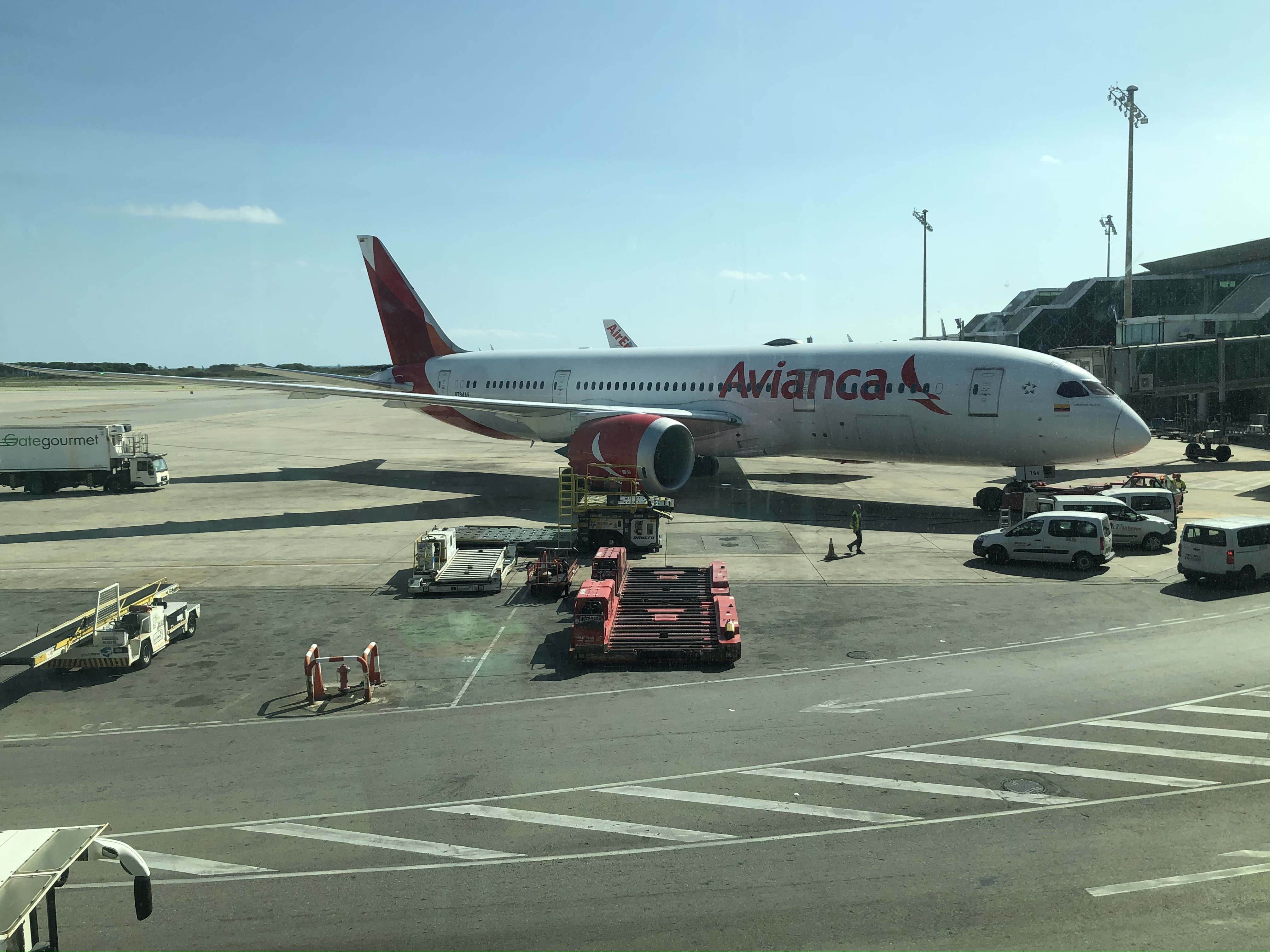
Boeing 787-8 авиакомпании Avianca

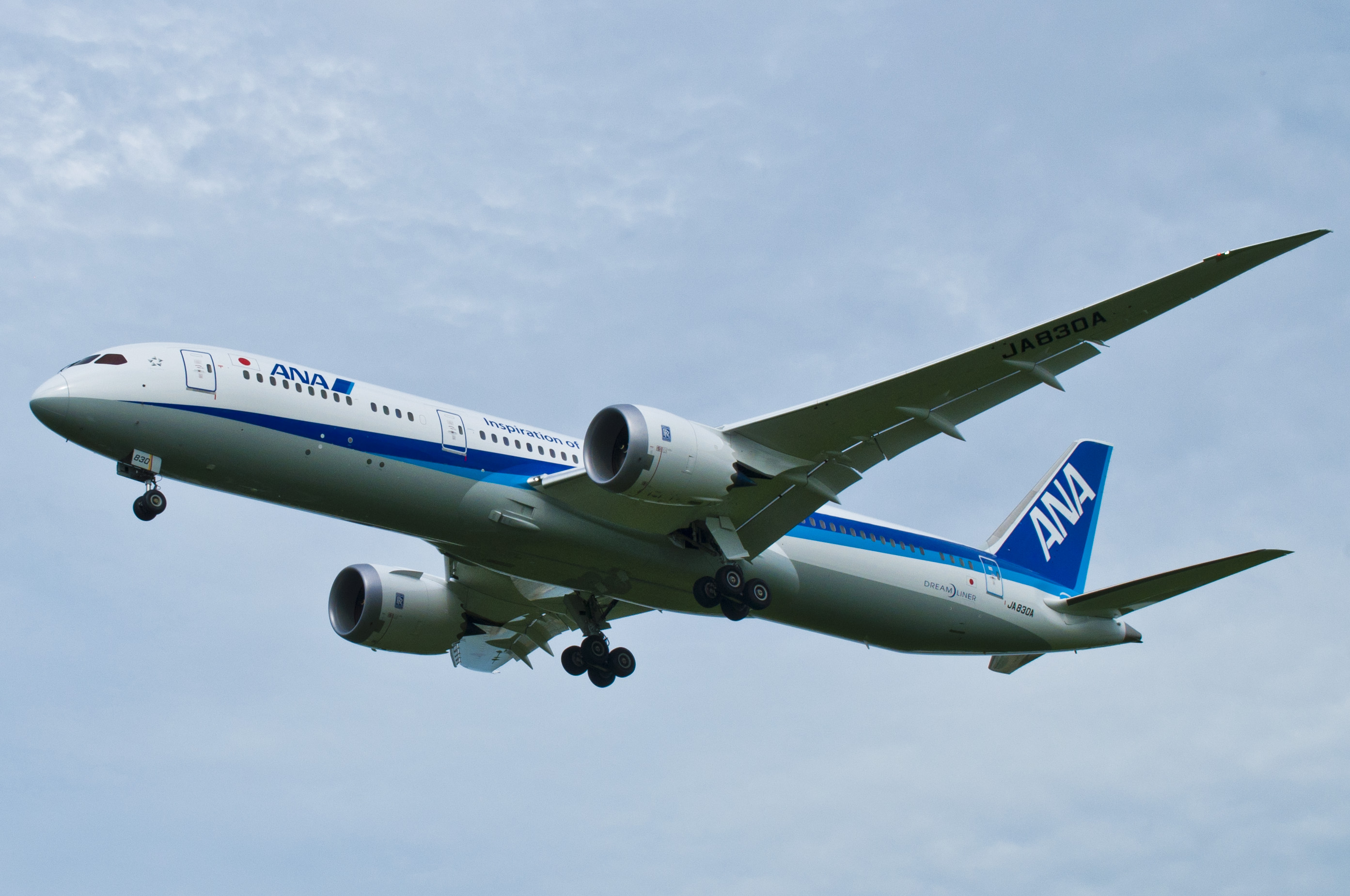
Boeing 787-9 авиакомпании All Nippon Airways

Boeing выпускает три модели самолёта Boeing 787.

### Boeing 787-8
Базовый вариант семейства, рассчитанный как замена Boeing 767-200ER и Boeing 767-300ER. Вмещает до 250 пассажиров (в зависимости от конфигурации) и обеспечивает дальность полёта до 13 600 км. Стоимость 787-8 составляет $248,3 млн. Введён в эксплуатацию в 2011 году.

### Boeing 787-9
Удлинённый вариант, вмещающий до 290 пассажиров, с дальностью полёта в 14 100 км. Рассчитан как замена Boeing 767-400ER; Boeing позиционирует 787-9 как конкурента пассажирским версиям Airbus A330 и Airbus А340-200. Стоимость — $292,5 млн. 787-9 совершил первый полёт 17 сентября 2013 года и приступил к коммерческой эксплуатации 7 августа 2014 года.

### Boeing 787-10
Удлинённый вариант, представленный на выставке в Ле-Бурже в 2013 году, вмещающий до 300—330 пассажиров, который может заменить Boeing 777-200, Boeing 777-200ER и составить конкуренцию Airbus А350-900 на коротких маршрутах. Проектная дальность полёта составила около 12 тыс.км. Стоимость — $338,4 млн. Сборка 787-10 началась в 2016 году. Введён в эксплуатацию в 2018 году.

### Нереализованные проекты
- Boeing 787-3 — 296-местный вариант с дальностью 6500 км, рассчитанный для загруженных маршрутов малой протяжённости. Этот вариант должен был заменить Boeing 767 и Airbus A300 на внутренних рейсах Японии, однако проект был отменён в декабре 2010 года после конвертирования всех заказов на 787-3 в заказы на 787-8[30][31].

## Заказы и поставки Boeing 787
Заказы и поставки на июнь 2021 года
| Авиакомпания                             | Boeing 787-8 | Boeing 787-8 | Boeing 787-9 | Boeing 787-9 | Boeing 787-10 | Boeing 787-10 |
| Авиакомпания                             | Активный     | Заказ        | Активный     | Заказ        | Активный      | Заказ         |
| ---------------------------------------- | ------------ | ------------ | ------------ | ------------ | ------------- | ------------- |
| Aeromexico                               | 8            | —            | 10           | 2            | —             | —             |
| Air Astana                               | —            | —            | 1            | 2            | —             | —             |
| Air Canada                               | 8            | —            | 29           | —            | —             | —             |
| Air China                                | —            | —            | 14           | 1            | —             | —             |
| Air Europa                               | 8            | —            | 10           | 8            | —             | —             |
| Air France                               | —            | —            | 10           | —            | —             | —             |
| Air New Zeland                           | —            | —            | 15           | —            | —             | —             |
| Air Premia                               | —            | —            | 3            | —            | —             | —             |
| Air Tahiti Nui                           | —            | —            | 4            | —            | —             | —             |
| All Nippon Airways                       | 3            | —            | 37           | 7            | 2             | 1             |
| American Airlines                        | 24           | 7            | 22           | —            | —             | —             |
| Avianca                                  | 13           | —            | 1            | —            | —             | —             |
| Bamboo Airways                           | —            | —            | 3            | 1            | —             | —             |
| Biman Bangladesh Airlines                | 4            | 1            | 2            | —            | —             | —             |
| British Airways                          | 12           | —            | 18           | —            | 2             | 5             |
| China Eastern Airlines                   | —            | —            | 3            | 3            | —             | —             |
| China Southtern Airlines                 | 10           | —            | 17           | 3            | —             | —             |
| EgyptAir                                 | —            | —            | 6            | —            | —             | —             |
| El Al Israel Airlines                    | 3            | 1            | 12           | —            | —             | —             |
| Ethiopian Airlines                       | 19           | —            | 8            | —            | —             | —             |
| Etihad Airways                           | —            | —            | 30           | —            | 9             | 1             |
| Eva Air                                  | —            | —            | 4            | —            | 6             | 3             |
| Gulf Air                                 | —            | —            | 7            | 3            | —             | —             |
| Hainan Airlines                          | 6            | —            | 28           | —            | —             | —             |
| Hawaiian Airlines                        | —            | —            | 2            | 1            | —             | —             |
| Japan Airlines                           | 27           | —            | 22           | —            | —             | —             |
| Juneyao Airlines                         | —            | —            | 6            | 4            | —             | —             |
| Kalair                                   | —            | —            | 1            | —            | —             | —             |
| KLM                                      | —            | —            | 13           | —            | 5             | 3             |
| Korean Airlines                          | —            | 1            | 10           | 2            | —             | —             |
| LATAM Airlines Group                     | 10           | —            | 12           | 1            | —             | —             |
| LOT                                      | 8            | —            | 7            | 2            | —             | —             |
| Lufthansa                                | —            | —            | —            | 5            | —             | —             |
| Neos                                     | —            | —            | 6            | —            | —             | —             |
| Oman Air                                 | 2            | —            | 9            | —            | —             | —             |
| Presidential Flight United Arab Emirates | 8            | —            | 9            | —            | —             | —             |
| Qantas                                   | —            | —            | 11           | 3            | —             | —             |
| Qatar Airways                            | 30           | —            | 7            | 7            | —             | —             |
| Royal Air Maroc                          | 5            | —            | 4            | —            | —             | —             |
| Saudi Arabian Airlines                   | —            | —            | 13           | —            | 5             | 1             |
| Scoot                                    | 10           | 2            | 10           | —            | —             | —             |
| Shanhai Airlines                         | —            | —            | 7            | 2            | —             | —             |
| Suparna Airlines                         | —            | —            | 2            | —            | —             | —             |
| Thai Airways                             | 6            | —            | 2            | —            | —             | —             |
| TUI Airways                              | 8            | —            | 6            | —            | —             | —             |
| Turkish Airlines                         | —            | —            | 14           | 1            | —             | —             |
| United Airlines                          | 12           | —            | 38           | —            | 13            | 8             |
| Uzbekistan Airways                       | 7            | 5            | —            | 15           | —             | 5             |
| Vietnam Airlines                         |              | —            | 12           | 2            | 4             | 3             |
| Virgin Atlantic                          | —            | —            | 17           | —            | —             | —             |
| Vistara                                  | —            | —            | 2            | 2            | —             | —             |
| West Jet                                 | —            | —            | 6            | —            | —             | —             |
| Xiamen Airlines                          | 6            | —            | 6            | —            | —             | —             |
| Всего                                    | 250          |              | 543          |              | 46            |               |

## Технические характеристики
| Вариант                      | 787-8                                                                    | 787-9                                                                    | 787-10                                                                   |
| ---------------------------- | ------------------------------------------------------------------------ | ------------------------------------------------------------------------ | ------------------------------------------------------------------------ |
| Экипаж                       | Два пилота                                                               | Два пилота                                                               | Два пилота                                                               |
| Пассажировместимость         | 242 (2 класса) 381 (максимум)                                            | 290 (2 класса) 420 (максимум)                                            | 330 (2 класса) 440 (максимум)                                            |
| Длина                        | 56,69 м                                                                  | 63 м                                                                     | 68,27 м                                                                  |
| Размах крыла                 | 60,17 м                                                                  | 60,17 м                                                                  | 60,17 м                                                                  |
| Площадь крыла                | 325 м2                                                                   | 325 м2                                                                   | 325 м2                                                                   |
| Угол стреловидности крыла    | 32,2                                                                     | 32,2                                                                     | 32,2                                                                     |
| Высота                       | 17 м                                                                     | 17 м                                                                     | 17 м                                                                     |
| Размеры фюзеляжа             | Ширина: 5,77 м Высота: 5,97 м                                            | Ширина: 5,77 м Высота: 5,97 м                                            | Ширина: 5,77 м Высота: 5,97 м                                            |
| Ширина салона                | 5,49 м                                                                   | 5,49 м                                                                   | 5,49 м                                                                   |
| Грузовместимость             | 138,2 м³ 28 контейнеров типа LD3                                         | 174,5 м³ 36 контейнеров типа LD3                                         | 192,6 м³ 40 контейнеров типа LD3                                         |
| Максимальный взлётный вес    | 227 930 кг                                                               | 254 011 кг                                                               | 254 011 кг                                                               |
| Максимальный посадочный вес  | 172 365 кг                                                               | 192 777 кг                                                               | 201 849 кг                                                               |
| Максимальный вес без топлива | 161 025 кг                                                               | 181 437 кг                                                               | 192 777 кг                                                               |
| Вес пустого                  | 118 000 кг                                                               | 126 000 кг                                                               | Н/Д                                                                      |
| Крейсерская скорость         | 0,85 М (902 км/ч)                                                        | 0,85 М (902 км/ч)                                                        | 0,85 М (902 км/ч)                                                        |
| Максимальная скорость        | 0,90 М (956 км/ч)                                                        | 0,90 М (956 км/ч)                                                        | 0,90 М (956 км/ч)                                                        |
| Дальность полёта             | 13 620 км                                                                | 14 140 км                                                                | 11 910 км                                                                |
| Длина разбега                | 3100 м С модернизацией: 2600 м                                           | 2900 м                                                                   | 3200 м                                                                   |
| Запас топлива                | 126000 л (101000 кг)                                                     | 126000 л (101000 кг)                                                     | Н/Д                                                                      |
| Потолок                      | 13 100 м                                                                 | 13 100 м                                                                 | 13 100 м                                                                 |
| Двигатели                    | 2×General Electric GEnx-1B либо 2×Rolls-Royce Trent 1000/ Trent 1000-Ten | 2×General Electric GEnx-1B либо 2×Rolls-Royce Trent 1000/ Trent 1000-Ten | 2×General Electric GEnx-1B либо 2×Rolls-Royce Trent 1000/ Trent 1000-Ten |
| Тяга двигателей              | 280 кН (28,5 Тс)                                                         | 320 кН (32,6 Тс)                                                         | 340 кН (34,7 Тс)                                                         |
| Расход топлива               | 4800 кг/час                                                              | 5400 кг/час                                                              | 5700 кг/час                                                              |
| Цена за штуку                | $ 248,3 млн                                                              | $ 292,5 млн                                                              | $ 338,4 млн                                                              |
| Начало эксплуатации          | All Nippon Airways (2011)                                                | Air New Zealand (2014)                                                   | Singapore Airlines (2018)                                                |

Источник (если не указан иной) — Boeing 787 Airport Planning report.

## Авиационные происшествия
17 октября 2024 года в Чикагском аэропорту О'Хара, когда Boeing 787-9 Dreamliner (Рейс AA47 авиакомпании American Airlines) находился в очереди на вылет за Airbus A350-900 (рейс AF136 авиакомпании Air France), в двигатель №2 Boeing 787-9 попал грузовой контейнер с проезжавшей между самолётами грузовой тележки. Снос контейнера произошёл, вероятнее всего, из-за того, что в момент проезда грузовой тележки Airbus увеличил тягу двигателей и выходящей реактивной струей снёс контейнер.
12 июня 2025 года в Индии самолёт авиакомпании Air India VT-ANB рейс AI171 потерпел крушение через несколько секунд после взлёта. Это первая авиакатастрофа самолёта типа Boeing-787 за всё время эксплуатации. На борту были 12 членов экипажа и 232 пассажира, один пассажир выжил.
| Дата       | Бортовой номер | Место происшествия | Жертвы     | Краткое описание |
| ---------- | -------------- | ------------------ | ---------- | --- |
| 11.03.2024 | CC-BGG         | Тасманово море     | 0/272      | Резкая потеря высоты. |
| 17.10.2024 | N834AA         | Чикаго             | 0/295      | Во время руления после посадки в двигатель самолёта попал грузовой контейнер, отброшенный реактивной струёй другого авиалайнера. |
| 12.06.2025 | VT-ANB         | Ахмадабад          | 19+241/242 | После взлёта упал на город. |